# Großraum-Rettungshubschrauber
Als Großraumrettungshubschrauber (kurz: GRH bzw. G-RTH) werden in Deutschland mittlere Transporthubschrauber des Typs Sikorsky CH-53 G/GS der Luftwaffe bezeichnet, die aufgrund ihrer Ausstattung und Verfügbarkeit für Einsätze bei Großschadensereignissen wie Katastrophen und Unglücksfällen mit großer Anzahl von Verwundeten geeignet sind.

## Hubschrauber
- Flugzeit: CH-53G/GA/GE: 01:40 Stunden; CH-53GS: 6:30 Stunden (theoretische Reichweite ohne Transportgut)
- Höchstgeschwindigkeit: 160 Knoten
- Reisegeschwindigkeit: 110 Knoten
- Flugstrecke: CH-53G/GA/GE:400 km; CH-53GS: 650 km
- Funkausrüstung: UHF, VHF, FM
- Navigationsausrüstung: VOR, ADF, ILS, TACAN, GPS
- Besatzung: 4 im Friedensflugbetrieb, 7 im Einsatzflugbetrieb
- Zusätzliches medizinisches Fachpersonal

Der GRH muss mit medizinischen Geräten und Tragen so ausgestattet werden können, dass insgesamt zwölf Patienten sowie ein Notarztteam transportiert werden können. Die Reaktionszeit beträgt zwölf Stunden ab Alarmierung.

## Einsätze
Ein GRH wurde wegen der relativ langen Vorlaufzeit kein primäres Rettungsmittel des SAR-Dienstes oder für die Luftrettung in Deutschland. SAR-Mittel 2. Grades standen deshalb grundsätzlich nicht in ständiger Bereitschaft. Eine Ausnahme für Einsätze bei einem Massenanfall von Verletzten bildete eine CH-53 des Hubschraubergeschwader 64. Die Reaktionszeit lag in der Arbeitswoche bei ca. 4–6 Stunden, am Wochenende deutlich länger. Zur Aufnahme des medizinischen Personals fliegt er das Bundeswehrkrankenhaus Ulm an. Er war für den süddeutschen Raum im Jahr 2000 auch noch in zivile Alarmpläne eingebunden.

## Weitere Hubschrauber
Weitere Hubschrauber im Rettungsdienst sind:
- Rettungshubschrauber
- Intensivtransporthubschrauber
- Notarzteinsatzhubschrauber